# Kleinhermsdorf
Kleinhermsdorf ist ein Ortsteil der Stadt Groitzsch im Landkreis Leipzig (Freistaat Sachsen). Der Ort wurde 1935 nach Berndorf eingemeindet. Mit diesem kam er im Jahr 1996 zur Stadt Groitzsch.

## Geografie
Kleinhermsdorf liegt in der Leipziger Tieflandsbucht neun Kilometer südöstlich von Groitzsch, östlich des Groitzscher Sees und nördlich der Landesgrenze zu Thüringen (Altenburger Land). Der Ort liegt östlich der Schnauder im schmalen Streifen der Schnauderaue zwischen den ehemaligen Tagebauen  Groitzscher Dreieck im Westen und Schleenhain im Osten. Vom westlichen Nachbarort Berndorf wird Kleinhermsdorf durch die Schnauder getrennt, vom südlichen Nachbarort Nehmitz durch den Gieltzschgraben. Etwas weiter im Norden liegt der ebenfalls zu Groitzsch gehörige Ort Hohendorf.

## Geschichte
Kleinhermsdorf wurde bereits im Jahr 1378 erwähnt. Der Ort gehörte bis 1856 zum kursächsischen bzw. königlich-sächsischen Amt Borna. Seit dem 17. Jahrhundert ist im Ort ein Rittergut nachweisbar. Ab 1856 gehörte der Ort zum Gerichtsamt Borna und ab 1875 zur Amtshauptmannschaft Borna.
Am 1. April 1935 erfolgte die Eingemeindung von Kleinhermsdorf nach Berndorf, mit dem der Ort 1952 zum Kreis Borna im Bezirk Leipzig, 1990 zum sächsischen Landkreis Borna und 1994 zum Landkreis Leipziger Land kam. Der 1949 aufgeschlossene Tagebau Schleenhain (1949–1994) baggerte um 1960/61 den östlichen Bereich der eng beieinander liegenden Orte Kleinhermsdorf und Nehmitz ab. Dabei mussten insgesamt 70 Einwohner umgesiedelt werden. Im Gegensatz zum nordöstlich gelegenen Nachbarort Schleenhain, der dem Tagebau dem Namen gab, wurden die beiden Orte nicht vollständig abgebaggert.
Durch die am 1. Januar 1996 erfolgte Eingemeindung von Berndorf nach Groitzsch wurde Kleinhermsdorf ein Ortsteil der Stadt Groitzsch.